# Ballore
Ballore là một xã ở tỉnh Saône-et-Loire trong vùng Bourgogne-Franche-Comté. Bourgogne.
Sông Arconce chảy qua xã này.

## Thông tin nhân khẩu
Theo điều tra dân số năm 1999, xã này có dân số 84.
 ước tính dân số năm 2007 là 82 người.